# Mosillus bidentatus
Mosillus bidentatus är en tvåvingeart som först beskrevs av Cresson 1926.  Mosillus bidentatus ingår i släktet Mosillus och familjen vattenflugor. Inga underarter finns listade i Catalogue of Life.